# Bestuurlijke indeling van Suriname

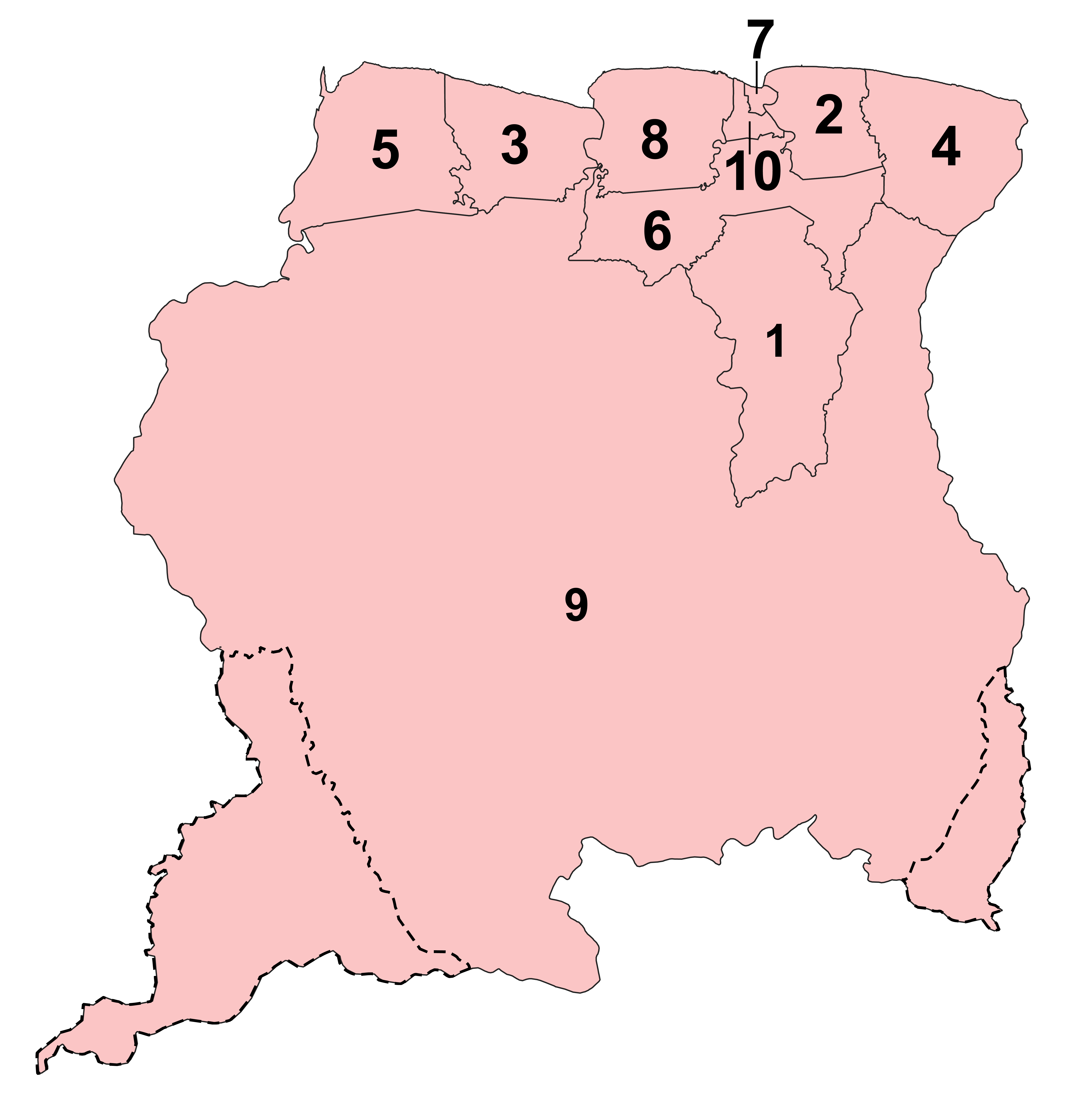
Districten van Suriname:
1. Brokopondo
2. Commewijne
3. Coronie
4. Marowijne
5. Nickerie
6. Para
7. Paramaribo
8. Saramacca
9. Sipaliwini
10. Wanica

De bestuurlijke indeling van Suriname bestaat naast de landelijke overheid uit twee regionale bestuurslagen. Sinds de herindeling van 1985 zijn dit 10 districten en 62 ressorten. Paramaribo is naast de hoofdstad ook een zelfstandig district en is onderverdeeld in 12 stadsressorten. Gemiddeld heeft een ressort 8000 inwoners en een oppervlakte van 2600 km2. Er zijn beperkte uitvoerende bevoegdheden voor de districtsraden en ressortraden. Daarnaast hebben ze een signalerende functie naar de landelijke regering.

## Verkiezingen
Tijdens de verkiezingen in Suriname worden zowel de leden van De Nationale Assemblée als de ressortraden verkozen. De leden van De Nationale Assemblée worden verkozen volgens het systeem van evenredige vertegenwoordiging. Tot en met de verkiezingen van 2020 was dat per district, sinds 2025 is dat in één nationale kieskring. De ressortraden worden verkozen op basis van het personenmeerderheidsstelsel per ressort. De leden van de districtsraad worden indirect gekozen op basis van de uitslagen van de verkiezingen van de ressortraden. De zetelverdeling in de districtsraden is daarmee een afspiegeling van de totale zetelverdeling in de ressortraden.

## Districten
De districtscommissaris (dc) wordt benoemd door de president van Suriname. De dc maakt deel uit van het dagelijks bestuur, dat verder nog uit vertegenwoordigers van de Surinaamse ministeries bestaat. Ambtelijk valt de dc onder de directeur van het ministerie van Regionale Ontwikkeling. De bestuursdienst is geüniformeerd en bestaat uit de volgende rangen:
1. Districtscommissaris (dc)
2. Districtssecretaris (ds)
3. Adjunct-districtssecretaris (ads)
4. Bestuursopzichter (bo)
5. Onder-bestuursopzichter (obo)
6. Assistent-bestuursopzichter (abo)

## Grondwet
De bestuurlijke indeling is geregeld in hoofdstuk 21 van de Grondwet van Suriname. Artikel 161 zegt hierover:
1. Op regionaal niveau zijn er twee vertegenwoordigende lichamen, de districtsraden en ressortraden.
2. De districtsraad is het hoogste politiek-bestuurlijk orgaan van het district.
3. De ressortraad is het hoogste politiek-bestuurlijk orgaan van het ressort.